# Jonathan Brown (historien de l'art)
Pour les articles homonymes, voir Jonathan Brown et Brown.
Jonathan Brown, né le 15 juillet 1939 à Springfield (Massachusetts) et mort le 18 janvier 2022, est un hispaniste américain, installé depuis plusieurs années en Espagne. Il est présenté comme le plus grand spécialiste contemporain de la vie et de l'œuvre de Diego Velázquez.

## Biographie
Maître de conférence de la chaire des beaux-arts de l'institut des beaux-arts de l'Université de New York, Jonathan Brown a collaboré avec un grand nombre de musées des États-Unis, tels que, par exemple, le Metropolitan Museum of Art de New York.
C'est un spécialiste reconnu de l'art espagnol des XVIe et XVIIe siècles, et plus particulièrement de Diego Vélasquez. En 1986, il reçoit la Médaille d'or du mérite des beaux-arts du Ministère de l'Éducation, de la Culture et des Sports espagnol. Vers 1999, il a été nommé commissaire de l'exposition du musée du Prado « Velázquez, Rubens y Van Dyck », à l'occasion du quatrième centenaire de la naissance du peintre sévillan.
En 1992, 1998 et 2002 il a donné des cours magistraux au musée madrilène : « le portrait au Musée du Prado » ; « œuvres maitresses de Vélasquez, quatrième centenaire » et « Le Greco. Œuvre maîtresse »

## Distinctions et affiliations
- Membre de l'Académie royale des beaux-arts de San Fernando
- Membre de la fondation Duché de Soria
- Médaille d'or du mérite des beaux-arts (Espagne)
- Grand-croix de l'ordre d'Alphonse X le Sage (1996)

## Travaux et publications

### Œuvre
- Imágenes e ideas en la pintura española del siglo XVII (1981)
- Velázquez, pintor y cortesano (1986)
- Un palacio para el rey: el Buen Retiro y la corte de Felipe IV (1981. En 2003 il en fait une nouvelle édition cosignée par John Elliott)
- La edad de oro de la pintura en España (1990)
- El triunfo de la pintura. Sobre el coleccionismo cortesano en el siglo XVII (1995)
- Escritos completos sobre Velázquez (2008). Recompilation de 32 textes publiés entre 1964 et 2006.

### Articles en ligne
- Avec Giles Knox, Javier Portús, Martin Warnke et José Luis Colomer, « « Le peintre des peintres » : Velázquez aujourd’hui », Perspective, 2 | 2009, p. 225-236 [Mis en ligne le 22 juillet 2014, consulté le 28 janvier 2022. URL : http://journals.openedition.org/perspective/1367 ; DOI : https://doi.org/10.4000/perspective.1367].